# Peter Heather
Peter Heather (ur. 8 czerwca 1960 w Irlandii Północnej) – brytyjski historyk mediewista, profesor historii średniowiecznej w King’s College London.

## Życiorys
Wykształcenie średnie odebrał w Maidstone Grammar School, prace magisterską i doktorską obronił w New College w Oksfordzie. Karierę uniwersytecką rozpoczął w University College London, następnie został zatrudniony na Uniwersytecie Yale w Connecticut i Worcester College w Oksfordzie.
Zainteresowania naukowe skupiają się na zagadnieniach związanych z późnym Cesarstwem Rzymskim (upadkiem Cesarstwa na Zachodzie i transformacją systemu prawnego oraz powstaniem państw sukcesyjnych na gruzach zachodniego imperium).

## Książki przełożone na język polski[1][2]
- Upadek Cesarstwa Rzymskiego. Janusz Szczepański (tłum.). Poznań: Dom Wydawniczy Rebis, 2006. Brak numerów stron w książce
- Imperia i barbarzyńcy. Migracje i narodziny Europy. Janusz Szczepański (tłum.). Poznań: Dom Wydawniczy Rebis, 2010. Brak numerów stron w książce
- Odrodzenie Rzymu. Cesarze i papieże: bój o władzę nad chrześcijaństwem. Janusz Szczepański (tłum.). Poznań: Dom Wydawniczy Rebis, 2014. Brak numerów stron w książce
- Edward Arthur Thompson: Hunowie. Peter Heather (oprac. i posłowie), Bogumiła Malarecka (tłum.). Państwowy Instytut Wydawniczy, 2015. Brak numerów stron w książce
- Chrześcijaństwo. Triumf religii. Norbert Radomski, Adam Bukowski i Jacek Środa (tłum.). Poznań: Dom Wydawniczy Rebis, 2024. Brak numerów stron w książce